# The Man in the White Suit
The Man in the White Suit, conocido en idioma castellano como El hombre del traje blanco en la Argentina y en España como El hombre vestido de blanco,  es una comedia satírica de 1951 dirigida por Alexander Mackendrick y protagonizada por Alec Guinness, Joan Greenwood y Cecil Parker.

## Sinopsis
El joven químico Sid Stratton (Alec Guinness), inventa un tejido que no se desgasta nunca, el cree que se trata de un gran invento; sin embargo, poco después es perseguido no solo por los dueños de la fábrica de textiles sino por los propios trabajadores, los cuales se unen para impedir que el nuevo invento se divulgue y se explote porque temen que las fábricas se cierren y se queden sin trabajo. 
La temática conlleva referencias del concepto de Obsolescencia programada y alude a lo sucedido con el Nailon[2].